# Place Igor-Stravinsky
La place Igor-Stravinsky est une place privée ouverte au public de Paris, du 4e arrondissement.

## Situation et accès

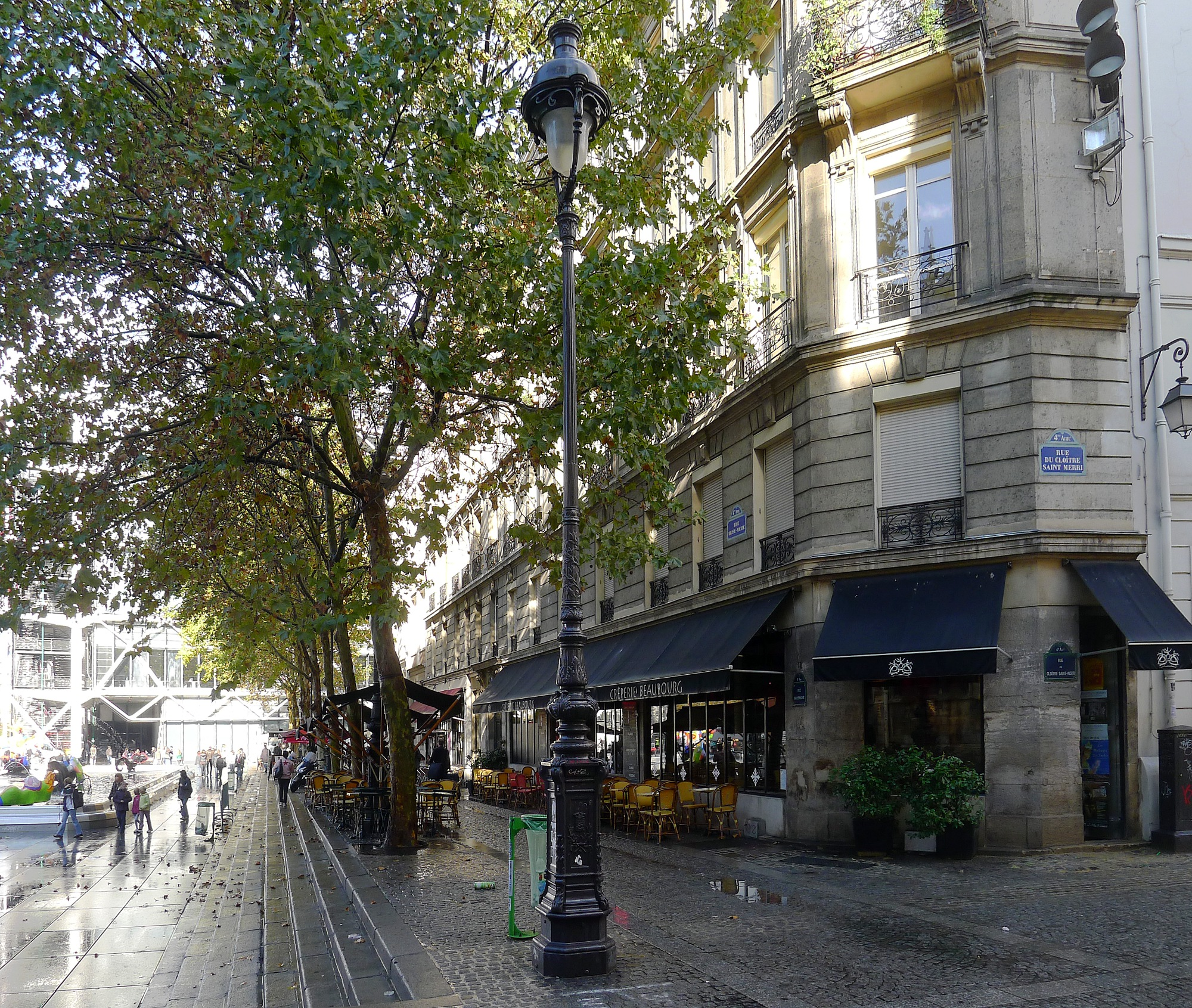
Accès à la place par la rue Brisemiche.

Cette place est située dans le quartier Saint-Merri, dans un secteur piétonnier, entre, au nord-est, la rue Saint-Merri et le Centre national d'art et de culture Georges-Pompidou, et, au sud-ouest, la rue du Cloître-Saint-Merri et l’église Saint-Merri. Elle est bordée au nord-ouest par des bâtiments abritant une partie des locaux de l'IRCAM (qui a aussi plusieurs étages de locaux souterrains sous la place), et à l’est par la rue Brisemiche.
La station de métro la plus proche est celle de Rambuteau sur la ligne 11.

## Origine du nom
La place porte le nom du compositeur russe Igor Fiodorovitch Stravinsky, principalement connu pour le Sacre du Printemps.

## Historique
La place occupe un ancien pâté de maisons au cœur du quartier du Marais, bordé par les rues Brisemiche et Taillepain, d'anciennes rues spécialisées au Moyen Âge dans la prostitution.
Les maisons, considérées comme insalubres, sont rasées entre 1934 et 1936.
Le nom définitif de la place date de la décision du 21 novembre 1979.

## Bâtiments remarquables et lieux de mémoire
On trouve sur cette place la fontaine Stravinsky créée par Jean Tinguely et Niki de Saint Phalle ainsi que plusieurs œuvres d'art urbain.

### La fontaine
La fontaine Stravinsky, créée par Jean Tinguely et Niki de Saint Phalle, ne manque pas d'originalité, avec ses seize sculptures animées faisant référence aux œuvres du compositeur : L'Oiseau de feu, L'Éléphant, Le Sergent, L'Amour, La Vie, La Mort… Les machines noires et métalliques contrastent avec les formes rondes et colorées.
La fontaine est située sur un bâtiment souterrain de cinq étages qui est le siège de l'IRCAM, institut de recherche en acoustique musicale.

### Œuvres d'art urbain
Un immense pochoir de Jef Aérosol, intitulé : Chuuuttt !!!, est visible, depuis 2011, sur un mur aveugle bordant la place sur le côté nord-ouest. 
L'œuvre de Shepard Fairey alias OBEY, intitulée Knowledge + Action = Power, a été réalisée en 2019 sur le même mur lors de sa visite à Paris pour son exposition rétrospective à la galerie Itinerrance, nommée Facing the Giant : Three Decades of Dissent.
Enfin, en 2019, l'artiste Invader y installe la plus grande mosaïque qu'il ait jamais réalisée à Paris, intitulée PA-1432.